# Nolan B. Aughenbaugh
Aughenbaugh nació en Akron, Ohio y fue un explorador antártico durante el Año Geofísico Internacional. También tiene un Ph.D. en Ingeniería Civil de la Universidad de Purdue.
Aughenbaugh está casado y tiene tres hijos.

## Premios y honores
- El Pico Aughenbaugh fue nombrado en honor a Nolan B. Aughenbaugh por el Comité Asesor sobre Nombres Antárticos (US-ACAN)[1]

## Obras publicadas
- Informe preliminar sobre la geología del Macizo Dufek: IG Y World Data Center A glaciology, Gla. Rept, 1961
- Caracterización del potencial de hinchamiento de los estratos de lutitas